# Vaughan Smith
Henry Vaughan Lockhart Smith (Gillingham, 22 de juliol de 1963) és un vídeoperiodista britànic. Va dirigir l'agència independent Frontline News TV i va fundar el Frontline Club de Londres. The Guardian l'ha descrit com "un antic oficial de l'exèrcit, periodista aventurer i llibertari de dreta".

## Primers anys
El pare de Smith era missatger de la reina i coronel dels Grenadier Guards. Smith era un oficial del mateix regiment, servint a Irlanda del Nord, Xipre i Alemanya. Smith va capitanejar l'equip de tir de l'exèrcit. Abans de muntar Frontline News TV, va ser breument un pilot de proves d'ultralleuger.

## Carrera
A la dècada de 1990, Smith va treballar com a càmera independent i periodista de vídeonotícies cobrint guerres i conflictes a l'Iraq, l'Afganistan, Bòsnia, Txetxènia, Kosovo i altres llocs. El mateix Smith va filmar l'únic metratge incontrolat de la Guerra del Golf l'any 1991, després d'entrar en una unitat de servei actiu disfressat d'oficial de l'exèrcit britànic.
| « | (anglès) I applied for press accreditation to cover the Gulf War. I wasn't granted it. I had no chance as an independent and the mainstream news industry presented no opportunity for a beginner. But I was determined to cover the conflict and so I impersonated an active duty British Army officer and spent two months filming the conflict incognito. As a result, I managed to bring back the only uncontrolled footage of the war. | (català) Vaig sol·licitar l'acreditació de premsa per cobrir la Guerra del Golf. No me la van concedir. No vaig tenir cap oportunitat com a independent i la indústria de notícies convencional no presentava cap oportunitat per a un principiant. Però estava decidit a cobrir el conflicte i per això em vaig fer passar per un oficial de l'exèrcit britànic en servei actiu i vaig passar dos mesos filmant el conflicte d'incògnit. Com a resultat, vaig aconseguir recuperar l'únic metratge incontrolat de la guerra. | » |

Durant els anys 90, Smith també va dirigir Frontline News TV, una agència creada l'any 1989 per representar els interessos dels joves vídeoperiodistes que volien avançar al màxim en la seva professió. Frontline News TV va ser descrit per l'editor d'assumptes mundials de la BBC, John Simpson, com un dels "cims més alts del periodisme. Martha Gellhorn, sens dubte, ho pensava, i era una molt bona jutgessa". La seva història s'ha detallat en un llibre Frontline: Reporting from the World's Deadliest Places, de David Loyn de la BBC.
Durant l'època de Smith com a autònom, va treballar per a moltes de les principals estacions de televisió del món i es va convertir en un expert i defensor d'un major suport als autònoms que operen a les zones de guerra. Ha treballat en programes de seguretat dels periodistes.

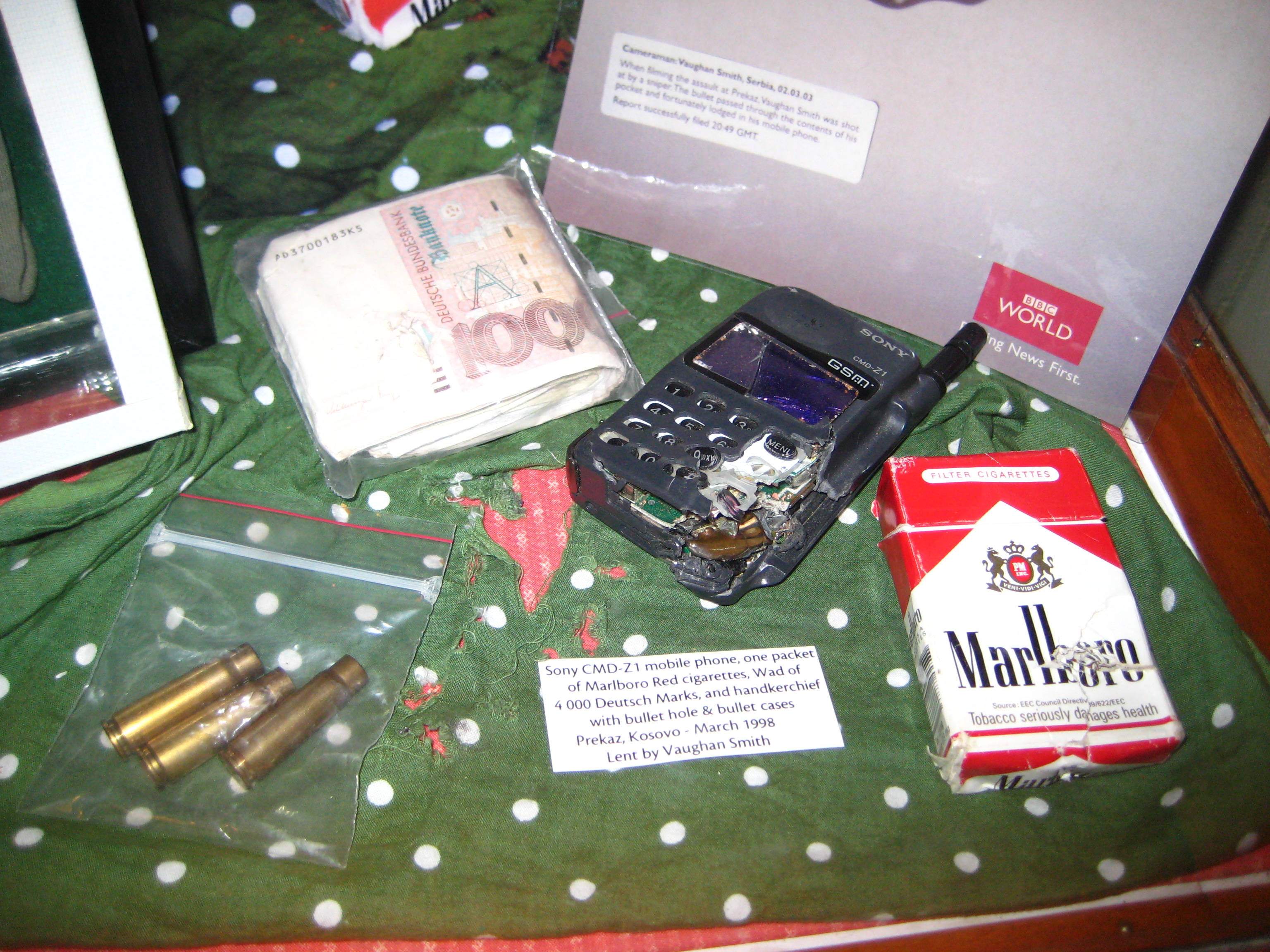
El telèfon mòbil de Vaughan Smith en una pantalla al Frontline Club que mostra la bala del franctirador encara allotjada dins.

Smith ha rebut dos trets, però les dues vegades ha escapat amb ferides lleus. Mentre filmava l'acció sèrbia a Prekaz l'abril de 1998, una bala es va quedar al seu telèfon mòbil.
Smith va fundar el Frontline Club a Londres el 2003 com a institució per defensar el periodisme independent i promoure una millor comprensió de les notícies internacionals i la seva cobertura.
Smith també dirigeix una granja orgànica mixta a la seva finca a Ellingham Hall, a Norfolk, una "extensa i elegant casa pairal georgiana a prop de la ciutat de Bungay" que pertany a la seva família des de fa més de tres segles. La finca està "envoltada de 600 acres de boscos i camps... Té 10 habitacions, un gran menjador amb una taula circular agradable i retrats dels avantpassats de Smith penjats a les parets". La granja s'especialitza en porcs de raça rara de pedigrí, i proporciona el menjar de temporada per al Frontline Club i el seu restaurant públic.
L'any 2010, Smith va donar refugi a Julian Assange, el fundador del lloc web WikiLeaks, primer al Frontline Club i després a la seva casa de camp.
Després d'haver recolzat Julian Assange oferint fiança el desembre de 2010, va perdre els diners el juny de 2012 quan un jutge va ordenar que se'n decomís, ja que Assange havia intentat fugir de la jurisdicció dels tribunals anglesos entrant a l'ambaixada de l'Equador. Al jutjat d'instrucció de Westminster l'octubre de 2012, Smith va demanar en nom seu i altres vuit avals d'Assange per conversar els seus diners, argumentant que no podien "intervenir de manera significativa en aquest assumpte […] entre els governs equatorià, britànic, suec, estatunidenc i australià."

## Vida personal
Smith lives at Ellingham Hall in Norfolk, England, with his wife, Pranvera, and their two daughters, Beatrice & Louise, and they also have a son called Henry.

## Aportacions
- Smith va produir The Valley, una pel·lícula sobre la guerra de Kosovo de 1998/9.
- Smith va produir un bloc multimèdia independent From the Frontline el 2007, informant des del sud de l'Afganistan. El bloc li va valer un premi Guardian Media Innovation Award.
- Smith va coproduir Blood Trail, un llargmetratge documental que segueix al fotoperiodista Robert King durant 15 anys, nominat al Festival de Cinema de Toronto de 2008. La pel·lícula va ser rebatejada com Shooting Robert King[12] el 2011 per a la seva emissió a Storyville de la BBC.[13]
- El 2011, Smith va produir Blood and Dust,[14] una pel·lícula sobre la vida i la mort en un helicòpter d'evacuació mèdica dels EUA a l'Afganistan.